# Melaspilea lentiginosula
Melaspilea lentiginosula är en lavart som först beskrevs av William Nylander och som fick sitt nu gällande namn av  
Annie Lorrain Smith. 
Melaspilea lentiginosula ingår i släktet Melaspilea och familjen Melaspileaceae. Inga underarter finns listade i Catalogue of Life.